# 高橋雅雄
高橋 雅雄（たかはし まさお、1930年 - ）は、日本の造園家。

## 来歴
1953年に千葉大学園芸学部造園学科を卒業した。財団法人日本修景協会常任理事、神奈川県支部支部長を歴任した。1991年に、第13回日本公園緑地協会北村賞を受賞した。
著書に『かながわの植物園』（神奈川県県民部文化室 企画	神奈川新聞社、1990年）、『かながわの公園 : ガイドブック』（神奈川合同、1986年）がある。